# 2 Chersoński Pułk Konny
2 Chersoński pułk konny – oddział kawalerii Armii Ukraińskiej Republiki Ludowej.

## Formowanie i zmiany organizacyjne
W wyniku rozmów atamana Symona Petlury z naczelnikiem państwa i zarazem naczelnym wodzem wojsk polskich Józefem Piłsudskim prowadzonych w grudniu 1919, ten ostatni wyraził zgodę na tworzenie ukraińskich jednostek wojskowych w Polsce.
Pod koniec maja 1920 Halicka Brygada Kawalerii atamana Edmunda Szeparowycza przyłączyła się do Armii Czynnej i została przydzielona do 5 Chersońskiej Dywizji Strzelców. Jednocześnie przemianowano ją na 5 Chersoński pułk konny. Z inicjatywy jego dowódcy sot. Richarda Jaryja, wbrew regułom numeracji stosowanym w Armii URL, w jednostce używano innej nazwy – 2 Chersoński pułk konny. Pod koniec sierpnia 1920 Chersoński pułk konny, praktycznie w pełnym składzie, z dowódcą na czele, opuścił pozycje bojowe i wraz z innymi żołnierzami 5 Chersońskiej Dywizji Strzelców pochodzącymi z Galicji przeszedł przez granicę do Czechosłowacji. Wskutek tego jednostka przestała istnieć. Resztki pułku zostały skierowane do nowo utworzonej 13 Brygady Strzelców.

## Żołnierze oddziału
| Dowódcy jednostki        |                        |       |
| Stopień, imię i nazwisko | Okres pełnienia służby | Uwagi |
| sot. Richard Jaryj       | V – VIII 1920          |       |